# 蓋勒斯哈根巴赫河

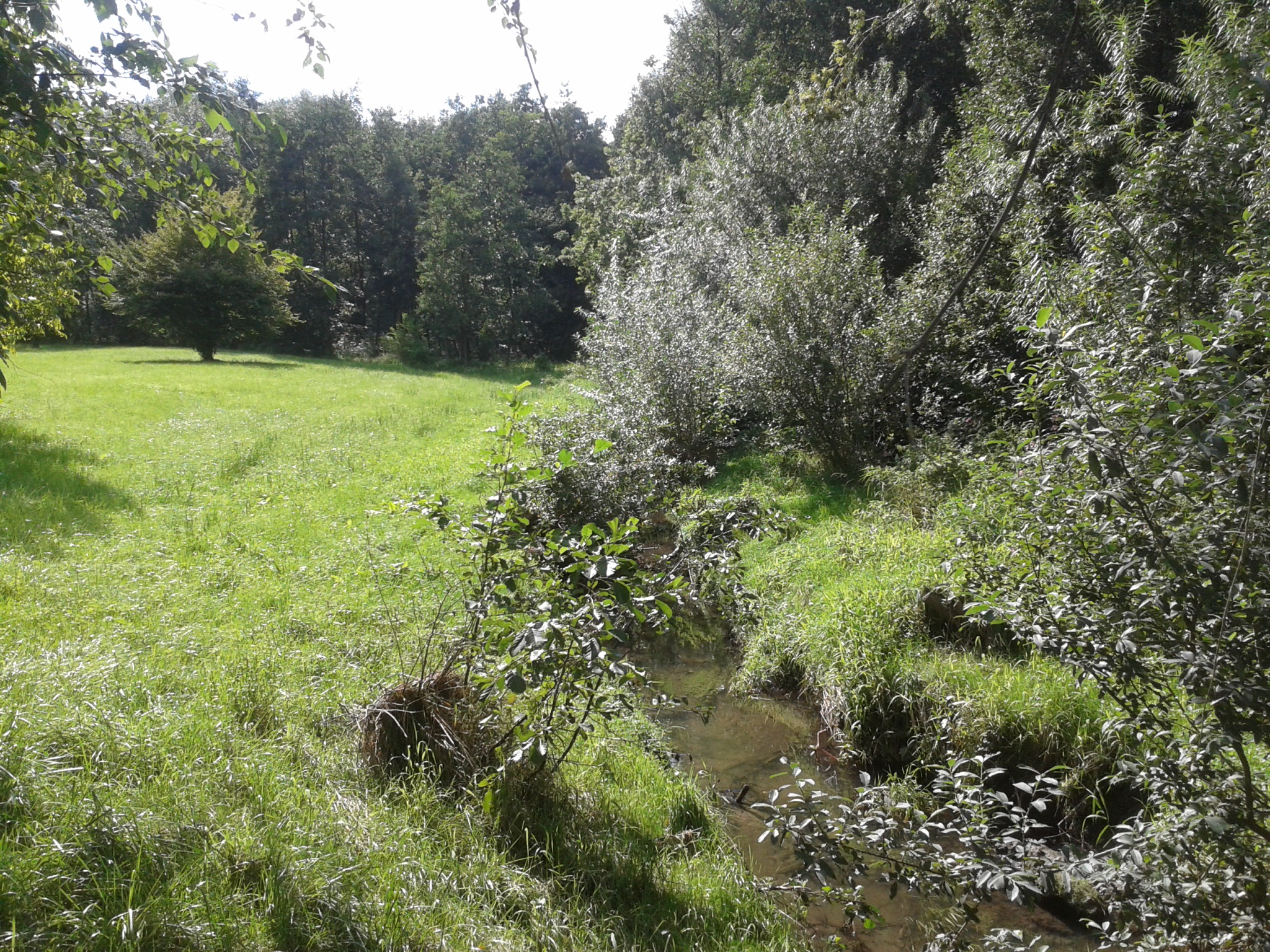

52°3′19.3″N 8°31′52.0″E / 52.055361°N 8.531111°E
蓋勒斯哈根巴赫河（德語：Gellershagener Bach），是德國的河流，位於該國西部，處於北萊茵-威斯特法倫州，屬於施洛斯霍夫巴赫河的左支流，河道全長4.3公里。